# It’s My War
It’s My War (dt.: „Es ist mein Krieg“) ist das Debütalbum der aus Aserbaidschan stammenden Sängerin Safura. Aufgenommen wurde es im Jahre 2010 in Schweden und schließlich am 18. Juni 2010 veröffentlicht. Produziert wurden alle Titel des Albums von Anders Bagge, Stefan Örn und Sandra Bjurman.

## Singles
Aus Safuras Debütalbum wurden zwei Singles ausgekoppelt. Als erste wurde Drip Drop am 28. Mai 2010 veröffentlicht. Als B-Seiten sind die Titel Soulless und Gonna Let You Know enthalten. Mit Drip Drop vertrat sie Aserbaidschan beim Eurovision Song Contest 2010 in Oslo. Sie galt im Vorfeld als Favoritin und erreichte den fünften Platz. Die zweite Single war der Song March On, dessen Erscheinungstermin der 3. September 2010 war. Das Lied erreichte keine Chartplatzierung.

## Titelliste
| #   | Titel                                           | Länge |
| --- | ----------------------------------------------- | ----- |
| 1.  | Drip Drop (Album-Version)                       | 3:41  |
| 2.  | March On (Single-Version)                       | 3:14  |
| 3.  | Runway                                          | 3:41  |
| 4.  | Something Bigger                                | 3:07  |
| 5.  | Glass House                                     | 3:15  |
| 6.  | From Her, From Love                             | 3:25  |
| 7.  | Too Many Times                                  | 4:15  |
| 8.  | Gonna Let You Know                              | 3:35  |
| 9.  | Soulless                                        | 3:09  |
| 10. | That Means You Don’t                            | 3:33  |
| 11. | It’s My War                                     | 4:21  |
| 12. | Drip Drop (St. Destiny Remix feat. Maverick)    | 4:56  |
| 13. | Drip Drop (Success Remix feat. Perez & Radomir) | 3:32  |

## Veröffentlichungsdaten
| Land                   | Datum         | Label           | Format       |
| ---------------------- | ------------- | --------------- | ------------ |
| Aserbaidschan          | 18. Juni 2010 | Zaphire Music   | CD           |
| Deutschland            | 18. Juni 2010 | Zaphire (Alive) | CD, Download |
| Norwegen               | 18. Juni 2010 | Zaphire Music   | Download     |
| Schweden               | 18. Juni 2010 | Zaphire Music   | Download     |
| Vereinigtes Königreich | 18. Juni 2010 | Alive           | Download     |

## Rezeption
Computer Bild bewertet das Album mit „enttäuschend“. Hinzu kommt, dass der Titel nicht das verspreche, was man im Album hören könne. So heißt es: „"It’s My War"? Dabei klingt das Album so unkriegerisch und anbiedernd, dass es sicherlich das liebste Kind jeden Hausfrauenradiosenders werden dürfte.“
T-Online bezeichnet die Lieder neben Drip Drop als „zehn emotionale Popsongs, die auch mal ins Rockige und ins Soulige tendieren.“